# Periophthalmodon
Periophthalmodon – rodzaj morskich ryb z rodziny babkowatych.

## Klasyfikacja
Gatunki zaliczane do tego rodzaju:

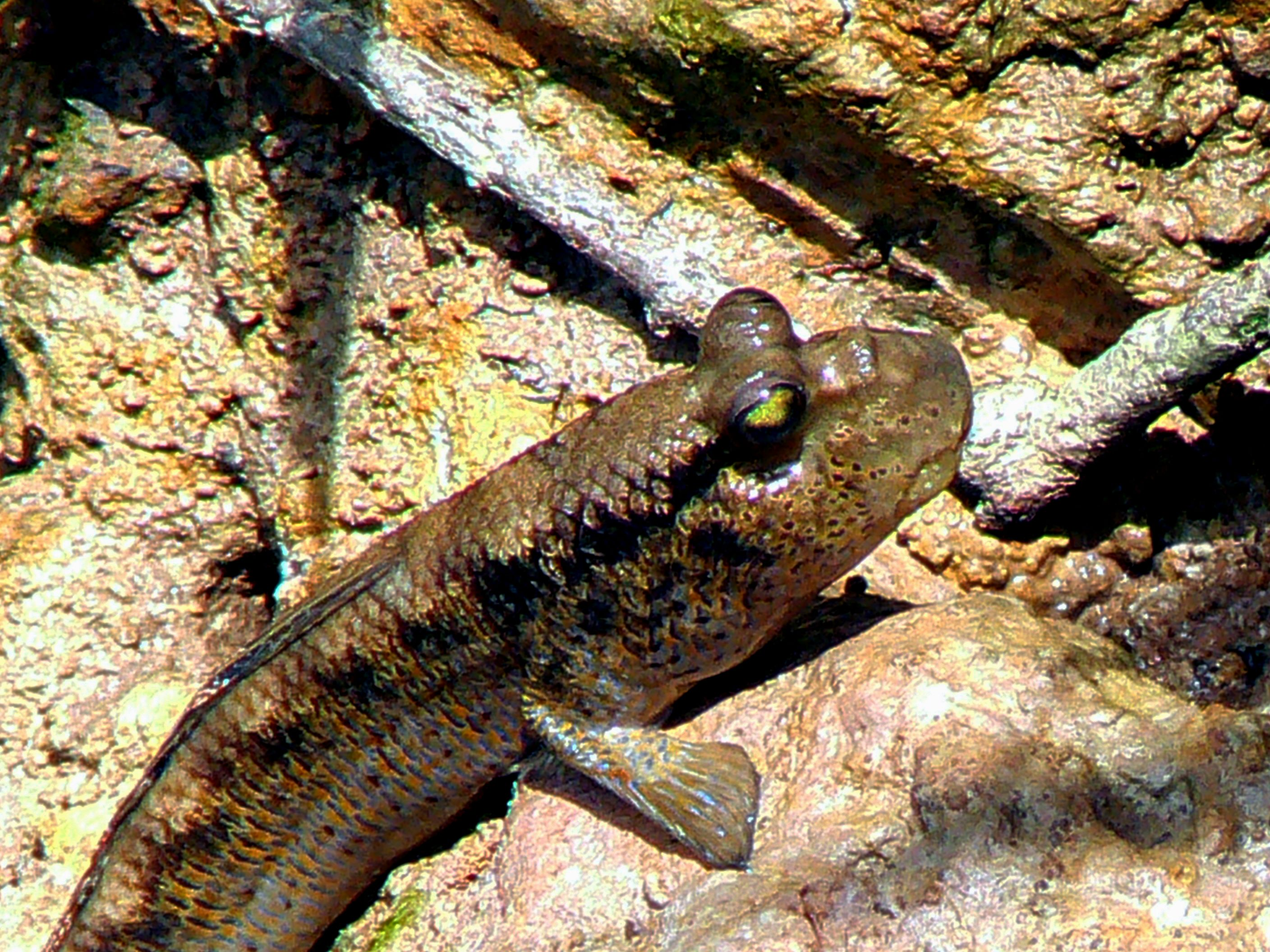
Periophthalmodon freycineti
- Periophthalmodon schlosseri
- Periophthalmodon septemradiatus

- Periophthalmodon schlosseri